# Коматит
Коматит је ултрабазична магматска стена, изливни еквивалент перидотита. Настаје кристализацијом ултрабазичне лаве на површи Земље.
Минерали који изграђују коматит су:
- оливин,
- моноклинични пироксен.

Зрна оливина и пироксена су издужена, што указује на брзу кристализацију из растопа. Структура коматита је порфирска, док је његова текстура флуидална.